# 臺北市都市計畫委員會
臺北市都市計畫委員會（簡稱臺北市都委會），1967年成立，是臺北市政府所屬的一級機關。

## 歷史
1967年9月11日，行政院核定《臺北市都市計畫委員會組織規程》，臺北市政府依行政院《各級都市計畫委員會組織規程》規定設置臺北市都市計畫委員會，主任委員由市長兼任，委員11至19人由主任委員就主管業務機關首長、有關業務機關首長、具專門學識之專家及地方熱心公益人士聘兼，負責都市計畫擬定及變更、舊市區改造計畫及新市區建設計畫之審議事項、都市計畫實施情形之監督及檢討改進、私人或團體對都市計畫申請或建議案件暨投資辦理都市計畫事業之審議協調事項等。
1982年11月2日，行政院令修正公布《各級都市計畫委員會組織規程》，規定各級地方政府都市計畫委員會之組設依該規程之規定，省（市）都市計畫委員會得視業務實際需要擬訂編制表設置專任人員；臺北市政府據此修正《臺北市都市計畫委員會編制表》。1984年2月10日，行政院核定《臺北市都市計畫委員會編制表》，臺北市政府同時廢止《臺北市都市計畫委員會組織規程》。
1996年1月17日，行政院令修正公布《各級都市計畫委員會組織規程》，規定省（市）政府得指派副首長或主管業務機關首長擔任主任委員；1996年3月21日，臺北市政府據此修正《臺北市都市計畫委員會編制表》，刪除主任委員備考欄「由市長兼任」及副主任委員備考欄「由秘書長兼任」之文字。1999年10月6日，配合《地方制度法》公布，行政院令修正公布《各級都市計畫委員會組織規程》第3、4條，將省（市）都市計畫委員會改為直轄市都市計畫委員會。

## 本會職掌
一 .關於都市計畫擬定變更之審議事項。

二 .關於舊市區更新計畫之審議事項。

三. 關於新市區建設計畫之審議事項。

四 .關於都市計畫申請或建議案件之審議事項。

五 .關於私人或團體投資辦理都市計畫事業之審議事項。

六 .現行都市計畫實際施行情形及實施都市計畫財務之研究建議。

七 .都市計畫現行法令之檢討建議。

八. 都市計畫公共設施用地取得及多目標使用之研究建議。

九 .其他有關都市計畫之交議及研究建議事項。

## 組織編制
依據2004年4月28日行政院修正並頒布之《各級都市計畫委員會組織規程》，委員組織如下：
(1)主任委員一人，副主任委員一人。
(2)委員十二至二十人，由市長就有關人員聘派之：
1.主管業務機關首長或單位主管。
2.有關業務機關首長或單位主管或代表。
3.具有專門學術經驗之專家。
4.熱心公益人士。
1、2兩款之委員不得超過委員總人數之二分之一。
本會107年度改聘派委員已完竣，委員名額共二十一人(含主任委員、副主任委員，委員名單)。

## 組織架構

### 會本部
- 主任委員
- 副主任委員
- 執行秘書
- 簡任技正

### 內部單位
- 第一組：辦理都市計畫審議作業、受理公民或團體對案件之陳情意見供委員會審議參考及其有關事項。
- 第二組：研考、出納管理、文書處理、檔案管理、事務管理及其有關事項。

## 委員名單
| 職稱       | 姓 名  | 現職                                                                               |
| ---------- | ------ | ---------------------------------------------------------------------------------- |
| 兼主任委員 | 彭振聲 | 臺北市政府副市長                                                                   |
| 副主任委員 | 張哲揚 | 臺北市政府秘書長                                                                   |
| 委 員      | 王秀娟 | 輔仁大學景觀設計學系教授                                                           |
| 委 員      | 白仁德 | 政治大學地政學系教授                                                               |
| 委 員      | 邱裕鈞 | 交通大學管理學院副院長                                                             |
| 委 員      | 陳亮全 | 銘傳大學都市規劃與防災學系客座教授                                                 |
| 委 員      | 郭城孟 | 臺灣大學生態學與演化生物學研究所副教授                                             |
| 委 員      | 郭瓊瑩 | 中國文化大學景觀學系副教授兼系主任兼所長                                           |
| 委 員      | 張勝雄 | 淡江大學運輸管理學系教授                                                           |
| 委 員      | 焦國安 | 智慧城市規劃顧問股份有限公司董事長                                                 |
| 委 員      | 彭建文 | 臺北大學不動產與城鄉環境學系教授                                                   |
| 委 員      | 曾光宗 | 中原大學建築學系副教授                                                             |
| 委 員      | 劉玉山 | 中華大學建築與都市計畫學系特聘講座教授                                             |
| 委 員      | 鄭凱文 | 鄭凱文建築師事務所主持建築師 (臺北市建築師公會推薦，公會理事及學術委員會主任 委員) |
| 委 員      | 戴嘉惠 | 戴嘉惠建築師事務所主持建築師 (中華民國都市設計學會推薦)                            |
| 委 員      | 陳家蓁 | 財政局局長                                                                         |
| 委 員      | 林志峯 | 臺北市政府工務局局長                                                               |
| 委 員      | 張治祥 | 臺北市政府地政局局長                                                               |
| 委 員      | 林崇傑 | 臺北市政府產業發展局局長                                                           |
| 委 員      | 陳學台 | 臺北市政府交通局局長                                                               |
| 委 員      | 劉銘龍 | 臺北市政府環境保護局局長                                                           |

## 外部連結
- 臺北市政府都市計畫委員會 （页面存档备份，存于）（中文）（英文）